# Hydrosaurus pustulatus
Hydrosaurus pustulatus är en ödleart som beskrevs av  Johann Friedrich von Eschscholtz 1829. Hydrosaurus pustulatus ingår i släktet Hydrosaurus och familjen agamer. IUCN kategoriserar arten globalt som sårbar. Inga underarter finns listade i Catalogue of Life.
Arten förekommer i Filippinerna. På några av öarna är det oklart om populationen utgörs av denna art eller av Hydrosaurus amboinensis. Individerna vistas främst nära vattendrag i skogar. De är troligtvis allätare. Honor gräver sin ägg ner i marken intill vattendrag.